# John Montgomerie

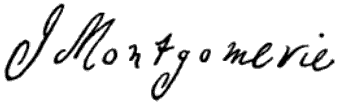
Unterschrift des John Montgomerie

John Montgomerie (* 11. September 1680 in Beith, Dumfriesshire; † 1. Juli 1731 in New York City) war von 1728 bis 1731 britischer Gouverneur der Provinz New York und der Provinz New Jersey.

## Leben
Er war der Sohn und Erbe des Hon. Francis Montgomery († 1729), Gutsherr von Giffen in Ayrshire, aus dessen zweiter Ehe mit Elizabeth Sinclair. Sein Vater war der zweite Sohn des 7. Earl of Eglinton, Abgeordneter im House of Commons und gehörte dem Privy Council unter König Wilhelm III. und Königin Anne an.
John diente als Offizier des 3rd Regiment of Foot Guards in der British Army. Er erreichte dort 1723 den Rang eines Lieutenant-Colonel, bevor er 1727 aus dem Armeedienst ausschied.
Von 1710 hatte er das Amt des Master of the Mint für Schottland inne. Von 1710 bis 1722 war er als Abgeordneter für das County Ayrshire Mitglied des britischen House of Commons. Im Parlament unterstützte die protestantische Thronfolge durch das Haus Hannover (König Georg I.) und erhielt daraufhin 1714 das Hofamt eines Groom of the Bedchamber für George, Prince of Wales. Als der Prince of Wales 1716 in Streitigkeiten mit seinem Vater König Georg I. geriet, trat John Montgomerie von seinem Hofamt zurück, um seine Freundschaft mit dem Prince of Wales nicht zu gefährden. Nachdem der Prince of Wales 1727 als Georg II. König wurde, dankte dieser John Montgomerie für seine Loyalität, indem er ihn zum Kolonialgouverneur der Provinzen New York und New Jersey ernannt. Er trag dort 1728 ein und löste William Burnet ab. Cadwallader Colden behauptete, Montgomerie sei mit großen Schulden in die neue Welt gekommen und habe sich hier dem Alkohol und anderen Vergnügungen hingegeben. In New York traf er auf eine politisch gespaltene Bevölkerung, die teils für und teils gegen seinen Amtsvorgänger waren. Im Jahr 1729 wurden fast alle umstrittenen Handelsgesetze, die Burnet im Zusammenhang mit dem Indianerhandel erlassen hatte, widerrufen. Während seiner Amtszeit wurde die sogenannte Montgomerie Charter verabschiedet, die über hundert Jahre lang die städtische Verwaltungsgrundlage für New York City bleiben sollte. Bei der Erarbeitung der Charter wurde mit Bestechungsgeldern nachgeholfen, wovon auch der Gouverneur einen Teil erhielt. Ebenfalls während Montgomeries Amtszeit überflügelte der Handel der Stadt New York City die bisherigen Handelszentren der britischen Kolonien in Amerika, Boston und Philadelphia. Damals wurde auch die Grenze zwischen der Provinz New York und der benachbarten Kolonie Connecticut festgelegt. Über Montgomeries Tätigkeiten in der Provinz New Jersey ist nichts überliefert. Er bekleidete die beiden Gouverneursämter bis zu seinem Tod durch einen Schlaganfall am 1. Juli 1731 nach längerer Krankheit und wurde von der Bevölkerung betrauert.
Aus seiner 1704 geschlossenen Ehe mit Lady Mary Carmichael, Tochter des John Carmichael, 1. Earl of Hyndford, hinterließ er eine Tochter, Beatrix Montgomerie, die unverheiratet blieb.